# Lejeunea kuerschneriana
Lejeunea kuerschneriana là một loài Rêu trong họ Lejeuneaceae. Loài này được Pócs mô tả khoa học đầu tiên..